# 溫德斯灣
66°30′S 97°35′E / 66.500°S 97.583°E
溫德斯灣是南極洲的海灣，位於瑪麗皇后地，處於多佛爾斯角和阿維蘭奇岩之間，由澳大利亞探險家率領的探險隊發現，現時由南極條約體系管理。